# Proutiana rubellata
Proutiana rubellata är en fjärilsart som beskrevs av Felder och Alois Friedrich Rogenhofer 1875. Proutiana rubellata ingår i släktet Proutiana och familjen mätare. Inga underarter finns listade i Catalogue of Life.